# 南昌汉代海昏侯国国家考古遗址公园
南昌汉代海昏侯国国家考古遗址公园位于中国江西省南昌市新建区，由海昏侯国国都紫金城城址、第一代海昏侯刘贺墓园、城址西部及南部墓葬群组成。海昏侯墓是中国目前发现的面积最大、保存最好、格局最完整、内涵最丰富的典型汉代列侯国都城聚落遗址，由紫金城城址、历代海昏侯墓园及墓葬群等组成。。